# Jonathan Lopera
Jonathan Lopera Jiménez (Medellín, Antioquia, Colombia; 2 de junio de 1987) es un futbolista colombiano. Juega como defensa y su actualmente es agente libre.

## Clubes
| Club                   | País      | Año         |
| ---------------------- | --------- | ----------- |
| Atlético Bello         | Colombia  | 2006 - 2008 |
| Deportivo Rionegro     | Colombia  | 2009        |
| Patriotas Boyacá       | Colombia  | 2010        |
| Deportivo Rionegro     | Colombia  | 2011 - 2012 |
| Once Caldas            | Colombia  | 2012 - 2016 |
| Independiente Medellín | Colombia  | 2017        |
| Deportivo Pasto        | Colombia  | 2018        |
| Deportivo Táchira      | Venezuela | 2018        |
| Águilas Doradas        | Colombia  | 2019        |
| Deportivo Pereira      | Colombia  | 2020 - 2021 |
| Unión Magdalena        | Colombia  | 2022 - 2023 |
| Deportes Quindío       | Colombia  | 2024        |